# Смідович (Єврейська автономна область)
Смідович (рос. Смидович) — смт та районний центр у Смідовицькому районі Єврейської автономної області Російської Федерації.
Входить до складу муніципального утворення Смідовицьке міське поселення. Населення становить 4279 осіб (2018).

## Історія
Згідно із законом від 26 листопада 2003 року органом місцевого самоврядування є Смідовицьке міське поселення.

## Населення
| 1939  | 1959  | 1970  | 1979  | 1989  | 2002  | 2009  |
| ----- | ----- | ----- | ----- | ----- | ----- | ----- |
| 8074  | ↗9008 | ↘7357 | ↘6947 | ↘6646 | ↘5905 | ↘5195 |
| 2010  | 2011  | 2012  | 2013  | 2014  | 2015  | 2016  |
| ↘5120 | ↘5075 | ↘4902 | ↘4782 | ↘4664 | ↘4555 | ↘4435 |
| 2017  | 2018  |       |       |       |       |       |
| ↘4361 | ↘4279 |       |       |       |       |       |

## Відомі люди
- Андрій Ковтун (1996—2022) — офіцер Збройних сил РФ, ліквідований під час вторгнення в Україну. Герой Російської Федерації.